# Baylon Spector
Baylon Spector (Calhoun, 20 ottobre 1998) è un giocatore di football americano statunitense che milita nel ruolo di linebacker per i Buffalo Bills della National Football League (NFL).

## Carriera

### Buffalo Bills
Spector al college giocò a football a Clemson Tigers, vincendo il campionato NCAA nel 2018. Fu scelto nel corso del settimo giro (231º assoluto) nel Draft NFL 2022 dai Buffalo Bills. Nella sua stagione da rookie disputò 6 partite, nessuna delle quali come titolare, mettendo a segno 6 tackle.